# 崔猷 (安北府司马)
崔猷（454年—511年4月8日），字孝孙，东清河鄃（今山东淄博市临淄区）人，官至太守、长史、司马等职。

## 家世
崔猷出自清河崔氏定著六房之一的乌水房，七世祖崔岳，晋散骑侍郎。高祖崔荫，大司农卿。祖父崔旷，南朝宋乐陵太守。父崔灵瓌，清河太守。伯父宋长广太守崔灵延，崔光为崔猷堂兄。

## 生平
崔猷北魏孝文帝太和十三年（489年）召补为州主簿，十七年（493年），孝文帝迁都洛阳，除司徒行参军，不久转为大将军主簿，又补安南府司马，除太尉骑兵参军、本国中正，除本州别驾，又除大将军府中兵参军事。太和二十二年（498年），兼员外散骑常侍，慰劳涡阳。回到京城后，任司徒府中兵参军事，又除本郡太守。
景明三年（502年），崔猷任荆州征虏府长史，又加明威将军，永平二年（509年），任定州安北府司马。永平四年二月廿五日（511年4月8日），遘疾终于洛阳晖文里宅第，年五十八。策赠员外散骑常侍。

## 家庭

### 夫人
- 清河房氏，蓍县令房经孙女，青冀二州刺史、庄武侯房法寿之女

### 子女
- 长子：崔彦进，生于490年
- 次子：崔彦发，生于499年
- 三子：崔详爱，生于503年
- 四子：崔藁，生于509年
- 长女：崔怡怜，生于482年，嫁清河房沙，琅耶、东莞二郡太守房灵民之子
- 次女：崔止怜，生于485年，嫁琅耶戍主清河傅骥，傅僧恩之子
- 三女：崔玉树，生于487年，嫁州都武威贾渊，州主簿，魏郡太守贾长休之子
- 四女：崔静胜，生于490年
- 五女：崔善姜，生于492年
- 六女：崔静妍，生于493年
- 七女：崔遗姜，生于511年